# Elly Ameling

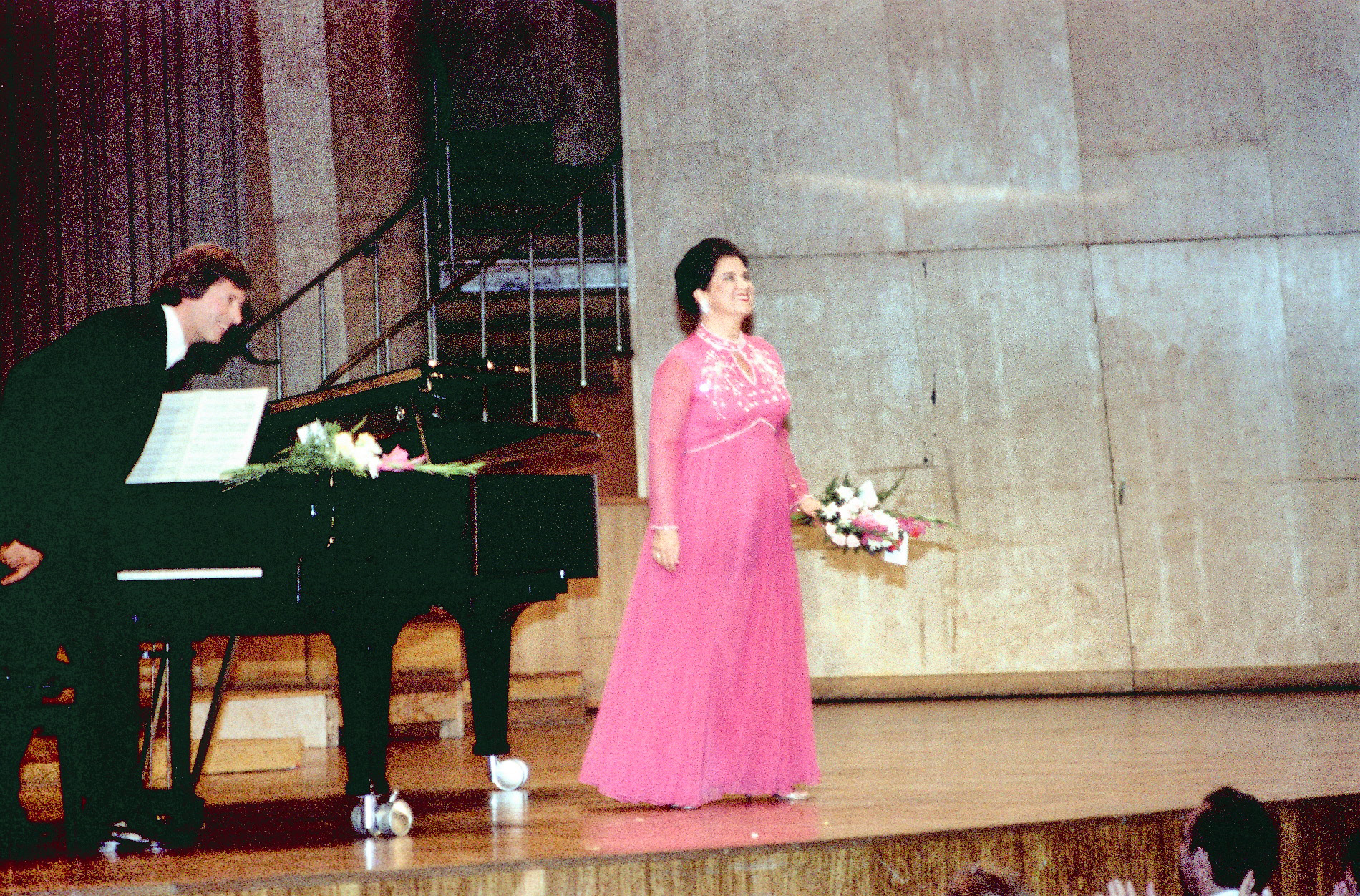
Elly Ameling (1983)

Elisabeth Sara Ameling (* 8. Februar 1933 in Rotterdam) ist eine niederländische Opernsängerin (Sopran), die mit ihrer natürlichen Stimme und besonderer Interpretation des Kunstliedes weltberühmt wurde. Sie wurde von der niederländischen Königin 1971 als Ritter mit dem Orden von Oranien-Nassau und 2008 mit dem Orden vom Niederländischen Löwen ausgezeichnet.

## Leben
In einem Musik liebenden Elternhaus in Rotterdam aufgewachsen – der Vater war Uhrmacher – nahm sie Gesangsunterricht bei Jo Bollekamp, Sem Dresden und seiner Gattin Jacoba Dresden-Dhont, Bodi Rapp und Pierre Bernac in Paris.
In den Niederlanden hatte sie schon als junge Sängerin viele Auftritte in Oratorien und Bach-Passionen. 1956 gewann sie den 1. Preis beim internationalen Gesangswettbewerb in ’s-Hertogenbosch und 1958 den 1. Preis beim Concours International de Musique in Genf, beide Male mit besonderer Auszeichnung. Ihr großes Repertoire umfasst Musik vom Mittelalter bis ins 20. Jahrhundert.

## Künstlerisches Wirken
Elly Ameling entwickelte sich zu einer der bedeutendsten Lied- und Oratoriensängerinnen der zweiten Hälfte des 20. Jahrhunderts, basierend auf einer ständigen weltweiten Konzerttätigkeit, sehr stark in den USA, wo sie das Kunstlied populär machte und wegen ihrer zahlreichen Schallplattenaufnahmen (Philips, Decca, EMI, Deutsche Harmonia Mundi / Sony BMG und andere).
Ihre aktive Gesangskarriere dauerte etwa von 1953 bis zu ihrem Abschiedskonzert am 29. Januar 1996 im Concertgebouw in Amsterdam. Heute sind ihre Meisterklassen gefragt, wo sie Sänger und Pianisten unterrichtet. Ihr Credo ist, dass Musiker der Musik dienen sollten und nicht umgekehrt. Viele ihrer Platteneinspielungen haben hohe Maßstäbe gesetzt und werden wieder neu herausgebracht. Hervorgehoben sei hier eine umfangreiche, zum 75. Geburtstag erschienene Erstveröffentlichung von Radio-Live-Aufnahmen von 1957 bis 1991 (5 CDs), unter anderem mit den Vier letzten Liedern von Richard Strauss unter Wolfgang Sawallisch und dem Concertgebouw-Orchester Amsterdam von 1983 und dem Mirroir de Peine von Hendrik Andriessen mit Albert de Klerk an der Orgel, Mussorgskis Kinderstube, Alban Bergs Wein, Dallapiccola Sex Carmina Alcaei, Lieder von Mahler, Richard Strauss, Ravel, Fauré, Debussy und Arien von Mozart.
Elly Ameling gilt als Spezialistin für das deutsche (Schubert, Schumann, Brahms, Wolf) und französische Lied. Sie war eine besonders gefragte Interpretin für die großen Oratorien, Kantaten und Messen von Bach, Beethoven, Cimarosa, Händel, Haydn, Mendelssohn, Monteverdi, Mozart, Telemann, Vivaldi und von großen Orchesterwerken von Berlioz, Grieg, Britten, Menotti und Frank Martin, in dessen Mystère de la Nativité sie in der Uraufführung die Maria sang. Sie widmete sich auch den niederländischen Komponisten Hendrik Andriessen, Bertus van Lier, Robert Heppener und Constantijn Huygens.
Der Rolle der Ilia in Mozarts Idomeneo war ihr Operndebüt, 1974 in Amsterdam und bei den Mozartfestspielen in Washington, D.C. Opernpartien sang sie selten, dann meist konzertant, z. B. von Mozart, Haydn (Orlando paladino) und die weniger bekannten Opern von Schubert. Sie sang in Salzburg unter Rafael Kubelík vielbeachtet die Sopranpartie aus Mahlers 4. Sinfonie, debütierte 1968 am New Yorker Lincoln Center. Mit Gérard Souzay und Dalton Baldwin am Klavier unternahm sie die erste Gesamtaufnahme der Lieder von Fauré. Weitere Gesamtaufnahmen machte sie mit Liedern von Poulenc, Debussy, Haydn und Mozart. Souverän waren ihre Ausflüge in die leichte Unterhaltungsmusik: gemeinsam mit dem Jazzpianisten Louis van Dijk interpretierte sie George Gershwin, Cole Porter und Duke Ellington.
Sie arbeitete mit den namhaftesten internationalen Orchestern und Dirigenten zusammen, wie zum Beispiel Ernest Ansermet, Benjamin Britten, Edo de Waart, Carlo Maria Giulini, Bernard Haitink, Eugen Jochum, Josef Krips, Rafael Kubelík, Seiji Ozawa, Neville Marriner, Kurt Masur, Karl Münchinger, André Previn, Kurt Sanderling und Wolfgang Sawallisch.
Ihre wichtigsten Partner am Klavier waren Felix de Nobel, Herman Uhlhorn, Jörg Demus, Irwin Gage, Graham Johnson und über viele Jahre Dalton Baldwin und Rudolf Jansen. Sie gastierte auf den renommierten Musikfestivals rund um den Globus.
Elly Ameling ist seit vielen Jahrzehnten auch als Gesangspädagogin tätig, dies u. a. jährlich beim Franz-Schubert-Institut Baden bei Wien.

## Auszeichnungen
Von der niederländischen Königin Juliana wurde Elly Ameling 1971 zum Ritter des Orden von Oranien-Nassau ernannt und zum 75. Geburtstag von Königin Beatrix mit dem Orden vom Niederländischen Löwen ausgezeichnet.
Ihre Plattenaufnahmen wurden mehrfach ausgezeichnet, unter anderem vier Mal mit dem „Edison“ und ein fünftes Mal für das Gesamtwerk, drei Mal mit dem „Grand Prix du Disque“ und mit dem „Preis der Deutschen Schallplattenkritik.“
Für ihre Verdienste um die Musik bekam Elly Ameling vier Ehrendoktortitel in den USA und Kanada (University of British Columbia, Vancouver, Kanada, 1981; Westminster Choir College, Princeton, New Jersey, USA, 1985; Cleveland Institute of Music, USA, 1987; Shenandoa University, Washington DC, USA, 1988). Hugo-Wolf-Medaille, Internationale Hugo-Wolf-Akademie, Stuttgart, 2015.
In den Niederlanden werden der Elly-Ameling-Preis und der Elly-Ameling-Ring als Auszeichnung an Sänger vergeben.

## Zitate
„Elly Amelings Stimme besitzt eine sehr intensive Ausstrahlung. Wie man sich bereits anhand ihrer Platten überzeugen konnte, gehört sie zur Schar jener wenigen Sängerinnen, deren Stimmen so perfekt geschult sind, dass ihr Gesang vollkommen natürlich klingt. Die Stimme ist ebenso rein wie schön und wird getragen von einer Technik, dank derer alles vollkommen mühelos wird ... Diktion und Phrasierung sind makellos ...“

„Die holländische Sopranistin ist heute einzigartig. Auf der Liedszene kann man heute keinen besseren Gesang, keine natürlich-schönere Stimme hören, und man muß schon weit zurück gehen – vielleicht auf Elisabeth Schumann, wie ein Experte meinte –, um einen rechten Vergleich zu finden.“

„Als Bach-, Mozart- und Schubert-Interpretin gehört Elly Ameling dank einer beispielhaft schlanken, kontrollierten Stimmführung, blitzsauberer Intonation und exakter Phrasierung zu den herausragenden Sängerinnen ... Elly Ameling ist keine Sängerin für Schlagzeilen, kein Opernstar mit Launen, keine Diva mit Skandalen. Ruf und Rang, die sie sich erworben hat, kommen allein aus ihren musikalischen Leistungen, aus der Reinheit und der Natürlichkeit ihres Gesangs. Damit verkörpert sie den heute so selten gewordenen Typus einer Künstlerin, bei der sich Leistung und Ruhm bis zur Deckungsgleichheit entsprechen.“

## Diskografie (Auswahl)
- Elly Ameling 80 jaar, Live Concertopnamen 1967–1990, (5CD), 2013, Rundfunkaufnahmen. Lieder u.a, von Brahms, Schubert, Schumann „Frauenliebe und -leben“, Berg, Obradors, Turina, Ravel, Chausson, Debussy, Poulenc, Kosma, Wolf, sowie Berlioz „Les Nuits d'été“ mit Nederlands Kamerochest, Concertgebouw Amsterdam. Van Omnium Heartselling
- Elly Ameling, The Dutch Nightingale (8CD), Icon Series, 2012, EMI Classics
- Elly Ameling 75 jaar, Live Concertopnamen 1957–1991, Nederlandse Omroep (5CD), 2008, Rundfunkaufnahmen 1957–1991, u. a. mit Strauss' „Vier letzte Lieder“, Van Omnium audiovisueel, GW 80003.
- The Artistry of Elly Ameling (5CD), Philips (Universal).
- Elly Ameling, After Hours..., Songs von Gershwin, Porter, Prévert u. a.; E.A., Louis van Dijk, Philips (Universal).
- Elly Ameling, Sentimental Me, Songs von Porter, Ellington, Sondheim u. a.; E.A., Louis van Dijk, Polygram Classics.
- Elly Ameling, Sweet Was The Song, internationale Weihnachtslieder, EMI.
- Elly Ameling, The Early Recordings (4CD), DHM (Sony BMG).
- Bach, Arien aus Kantaten für Sopran, Oboe und B.C., E.A., Han de Vries (Oboe), Albert de Klerk (Orgel), Richte van der Meer (Cello), EMI.
- Bach, Bauern-, Kaffee-, Hochzeitskantate, Non sà che sia dolore, E.A., G.English, S.Nimsgern, Collegium Aureum, DHM (Sony BMG).
- Bach, Kantaten, Ein feste Burg, Jauchzet Gott, Wachet auf, English Chamber Orchestra, Raymond Leppard, Dt. Bachsolisten, Helmut Winschermann, Philips (Universal).
- Bach, Kantate: Mein Herze schwimmt im Blut, Deutsche Bachsolisten, Helmut Winschermann, Philips
- Bach, Johannes-Passion, Stuttgarter Kammerorchester, Karl Münchinger, Decca (Universal).
- Bach, Matthäus-Passion, Stuttgarter Kammerorchester, Karl Münchinger, Decca (Universal).
- Bach, Magnificat/Osteroratorium, Stuttgarter Kammerorchester, Karl Münchinger, Decca (Universal).
- Bach, Weihnachtsoratorium, Stuttgarter Kammerorchester, Karl Münchinger, Decca (Universal).
- Berlioz, Les Nuits d'été, Atlanta S.O., Robert Shaw, Telarc.
- Brahms, Lieder, E.A., Rudolf Jansen, Hyperion.
- Fauré, Lieder, Complete Songs (4CD), E.A., Gérard Sozay, Dalton Baldwin, Brilliant (Joan Records).
- Fauré, Requiem, Rotterdam Philharmonic Orchestra, Jean Fournet, Philips (Universal).
- Grieg, Peer Gynt, San Francisco S.O., Edo de Waart, Philips (Universal).
- Händel, Kantaten, Silete venti, Crudel tiranno amor, E pur così in un giorno piangerò la sorte mia, English Chamber Orchestra, Raymond Leppard, Philips (Universal).
- Händel, Messias, St Martin-in-the-Fields, Sir Neville Marriner, Decca.
- Haydn, Die Schöpfung, Wiener Philharmoniker, Karl Münchinger, Decca.
- Haydn, Orlando Paladino, Orchestre de Chambre de Lausanne, Antal Dorati, Philips (Universal).
- Haydn, Sämtliche Lieder, E.A., Jörg Demus, Philips (Universal).
- Mahler, Symphonie Nr.2 & Symphonie Nr.4, Concertgebouw-Orchester, Bernard Haitink, Philips (Universal).
- Martin, Le mystère de la nativité, Orchestre de la Suisse Romande, Ernest Ansermet, Cascavelle.
- Martin, Frank Martin interprète Frank Martin, E.A. u. a., Frank Martin, Jecklin Disco.
- Mendelssohn-Bartholdy, Elias, Leipziger Gewandhausorchester, Wolfgang Sawallisch, Philips (Universal).
- Mendelssohn-Bartholdy, Lieder, E.A., Rudolf Jansen, Sony BMG.
- Mozart, Requiem, Wiener Philharmoniker, Istvan Kertesz, Decca.
- Mozart, Schubert, Opern- und Konzertarien, Rotterdam P.O., Edo de Waart, Pentatone.
- Die vollständige Mozart-Edition Vol. 24 (Lieder, Notturni), Philips (Universal).
- Poulenc, Edition du centenaire 1899–1963 (Melodien und Lieder), EMI Classics.
- Ravel, Mélodies-Lieder, Shéhérazade, E.A., Rudolf Jansen, Erato (Warner).
- Schubert, Lieder (4CD), E.A., Dalton Baldwin, Rudolf Jansen, Philips (Universal).
- Schubert, Schumann, Lieder, Elly Ameling, Jörg Demus, DHM (Sony BMG).
- Schubert, Duette-Terzette-Quartette, E.A., Janet Baker, Dietrich Fischer-Dieskau, Peter Schreier, Gerald Moore, Deutsche Grammophon.
- Schumann, Frauenliebe- und Leben, E.A., Dalton Baldwin, Pentatone.
- Vivaldi, Berühmte geistliche Chorwerke, Nulla in mundo pax, English Chamber Orchestra, Vittorio Negri, Philips (Universal).
- Vivaldi, Juditha Triumphans, Kammerorchester Berlin, Vittorio Negri, Philips (Universal).
- Wolf, italienisches Liederbuch, Goethe- und Keller-Lieder, E.A., Tom Krause, Irwin Gage, Rudolf Jansen, GLOBE.
- Wolf, spanisches Liederbuch, E.A., Rudolf Jansen (Klavier), Hyperion.

## DVD
- To the Heart of Art Song with Elly Ameling in Masterclass. Stichting Elly Ameling Fonds (NL), 2003.